# Moskauer Deutsche Zeitung
Die Moskauer Deutsche Zeitung, kurz MDZ (russisch Московская немецкая газета), ist eine Zeitung in deutscher und russischer Sprache, die zweimal im Monat in Moskau im Format A3 sowie auszugsweise online erscheint.

## Struktur und Finanzierung
Zwei Drittel der insgesamt 24-seitigen Zeitung sind auf Deutsch (16 Seiten), ein Drittel auf Russisch (8 Seiten). Herausgeber sind Olga und Heinrich Martens. Die Redaktionsräume befinden sich im Russisch-Deutschen Haus in Moskau, in dem auch der Russlanddeutsche Verband in Russland untergebracht ist. Die Zeitung ist ein wirtschaftliches Projekt, enthält aber auch Fördermittel der deutschen Bundesregierung für auslandsdeutsche Medien.

## Verbreitung
Die Druckausgabe hat eine Auflage von ca. 25.000 Exemplaren. Sie liegt in verschiedenen Moskauer Einrichtungen, Hotels, Cafés, Restaurants, Businesszentren, diplomatischen Vertretungen und an den Moskauer Flughäfen aus. Die Leserschaft sind vor allem deutschsprachige Reisende in Russland, russische Deutschlerner und Germanisten sowie in Moskau lebende Auslandsdeutsche. Über die Onlineveröffentlichungen erreicht die Zeitung auch ein an Russland interessiertes Publikum in Mitteleuropa. Abonnenten der Zeitung leben in Russland auch außerhalb der Region Moskau und in anderen GUS-Staaten.

## Inhaltliches Profil
Ein Schwerpunktthema der Zeitung sind die deutsch-russischen Beziehungen, ein anderer die deutschsprachige Information über das Stadtgeschehen in Moskau und das politische und kulturelle Geschehen in Russland. Dabei wird insbesondere über Wirtschaftsthemen berichtet. Ziel der Zeitung ist nach eigener Auskunft die deutsch-russische Verständigung. Die Zeitung berichtet weiterhin über die Angelegenheiten in Russland lebender Russlanddeutscher und Auslandsdeutscher.

## Geschichte
1870 gründete Theodor Ries die Moskauer Deutsche Zeitung, kurz darauf überließ er sie Christian Woldemar (Krišjānis Valdemārs). Mitte 1871 übernahmen Christian Kicherer und Gustav Hannemann von der Moskauer St.-Michaelis-Realschule die Zeitung, die sie für die darauffolgenden dreißig Jahre herausgaben. Nennenswerte Veröffentlichungen des Feuilletons der Zeitung stammen von Arthur Luther und Karl Nötzel. Bis zu Beginn des Ersten Weltkriegs diente sie als Informationsquelle für die Deutschen in Moskau. Kriegsbedingt musste sie ihr Erscheinen einstellen und konnte in der Zeit der Sowjetunion nicht wieder belebt werden.
Am 12. April 1998 wurde sie durch den  Internationalen Verband der deutschen Kultur wiedergegründet. Seit dem Jahr 2000 gibt es eine Internetpräsenz mit einer Auswahl eigener Artikel – 2012 folgte ein Relaunch der Website. Regelmäßig gibt die MDZ außerdem vollfarbige Sonderausgaben heraus.